# Gaëtan Huard
Gaëtan Huard (født 12. januar 1962 i Montargis, Frankrig) er en fransk tidligere fodboldspiller (målmand).
Huard tilbragte størstedelen af sin karriere i hjemlandet, hvor han repræsenterede henholdsvis RC Lens, Olympique Marseille og Bordeaux. Han spillede også et enkelt år i spansk fodbold, hos Hércules.
I sin tid hos Olympique Marseille var Huard med til at vinde det franske mesterskab i både 1989 og 1990. Han var også en del af det Bordeaux-hold der nåede finalen i UEFA Cuppen i 1996. Her spillede han fuld tid i begge finalekampe mod tyske Bayern München. Bordeaux tabte med samlet 1-5.

## Titler
Ligue 1
- 1989 og 1990 med Marseille

Coupe de France
- 1989 med Marseille